# Takel
Tahu és un cràter sobre la superfície del planeta nan Ceres, situat amb el sistema de coordenades planetocèntriques a 52.07 ° de latitud nord i 282.62 ° de longitud est. Fa un diàmetre de 22 km. El nom va ser fet oficial per la UAI el 21 de setembre del 2015 i fa referència a Takel, deessa que presideix la collita de tubercles a Malàisia.